# Orliac-de-Bar
Orliac-de-Bar é uma comuna francesa na região administrativa da Nova Aquitânia, no departamento de Corrèze. Estende-se por uma área de 14,97 km². Em 2010 a comuna tinha 278 habitantes (densidade: 18,6 hab./km²).